# Lijst van gesteenten
Overzicht van gesteenten en hun belangrijkste kenmerken.
| Naam                  | Vorming                               | Textuur                              | Chemie                  |
| A                     | A                                     | A                                    | A                       |
| --------------------- | ------------------------------------- | ------------------------------------ | ----------------------- |
| Amaril                |                                       |                                      |                         |
| Amfiboliet            | metamorf                              | kristallijn                          |                         |
| Andesiet              | vulkanisch                            | kristallijn                          | felsisch                |
| Anorthosiet           | magmatisch                            | kristallijn                          | intermediair            |
| Apliet                | hypabyssaal                           | kristallijn                          | felsisch                |
| Arduin                | Zie: blauwe hardsteen                 | Zie: blauwe hardsteen                | Zie: blauwe hardsteen   |
| Argilliet             | sedimentair                           | klastisch                            |                         |
| Arkose                | sedimentair                           | klastisch                            |                         |
| B                     |                                       |                                      |                         |
| Basalt                | vulkanisch                            | kristallijn                          | mafisch                 |
| Basaniet              | vulkanisch                            | kristallijn, afanitisch/porfiritisch |                         |
| Bauxiet               | verwering                             | kristallijn                          |                         |
| Blauwe hardsteen      |                                       |                                      |                         |
| Blauwschist           | metamorf                              | kristallijn                          |                         |
| Boniniet              | vulkanisch                            | kristallijn, afanitisch              | felsisch/intermediair   |
| Breccie               | divers                                | klastisch                            |                         |
| Bruinkool             | metamorf                              | organogeen                           |                         |
| C                     |                                       |                                      |                         |
| Carbonatiet           | vulkanisch                            | kristallijn                          | ultramafisch, kalk      |
| Cataclasiet           | breukgesteente                        |                                      |                         |
| Conglomeraat          | sedimentair                           | klastisch                            |                         |
| Charnockiet           | hoog-metamorf                         |                                      |                         |
| Coquina               |                                       |                                      |                         |
| D                     |                                       |                                      |                         |
| Daciet                | vulkanisch                            | kristallijn                          | felsisch/intermediair   |
| Diabaas               | Zie Doleriet                          | Zie Doleriet                         | Zie Doleriet            |
| Diamictiet            | sedimentair                           | klastisch                            |                         |
| Diatomeeënaarde       | sedimentair                           | organogeen                           | diatomeeën              |
| Diatomiet             | sedimentair                           | organogeen                           | diatomeeën              |
| Dioriet               | magmatisch/hypabyssaal                | kristallijn                          | intermediair            |
| Doleriet              | hypabyssaal                           | kristallijn                          | mafisch                 |
| Dolomiet of dolosteen | sedimentair, verwering, metasomatisch | chemisch                             |                         |
| Duniet                | magmatisch                            | kristallijn                          | ultramafisch            |
| E                     |                                       |                                      |                         |
| Eclogiet              | metamorf                              | kristallijn                          | mafisch                 |
| Epidioriet            | Zie amfiboliet                        | Zie amfiboliet                       | Zie amfiboliet          |
| Epidosiet             | metamosamtisch, verwering             | kristallijn                          | mafisch                 |
| Essexiet              | magmatisch                            | kristallijn                          | mafisch                 |
| Evaporiet             | sedimentair                           | chemisch                             | divers                  |
| F                     |                                       |                                      |                         |
| Foidiet               | vulkanisch                            | kristallijn                          | felsisch, geen kwarts   |
| Foidoliet             | magmatisch                            | kristallijn                          | felsisch, geen kwarts   |
| Fonoliet              | vulkanisch                            | kristallijn                          | intermediair            |
| Fylliet               | metamorf                              | kristallijn                          | divers                  |
| G                     |                                       |                                      |                         |
| Gabbro                | magmatisch                            | kristallijn                          | mafisch                 |
| Gips                  | sedimentair                           | chemisch                             | CaSO4                   |
| Gneis                 | metamorf                              | kristallijn                          | divers                  |
| Graniet               | magmatisch                            | kristallijn                          | felsisch                |
| Granodioriet          | magmatisch/hypabyssaal                | kristallijn                          | felsisch/intermediair   |
| Granofier             | hypabyssaal                           | kristallijn                          | felsisch                |
| Granuliet             | metamorf                              | kristallijn                          | mafisch                 |
| Grauwacke             | sedimentair                           | klastisch                            |                         |
| Groenschist           | metamorf                              | kristallijn/klastisch                | divers                  |
| H                     |                                       |                                      |                         |
| Harzburgiet           | magmatisch                            | kristallijn                          | ultramafisch            |
| Hornblendiet          | magmatisch                            | kristallijn                          |                         |
| Hoornrots             | metamorf, metasomatisch               | kristallijn                          |                         |
| I                     |                                       |                                      |                         |
| Ignimbriet            |                                       |                                      |                         |
| Ijoliet               | magmatisch                            | kristallijn                          |                         |
| Infusoriënaarde       | sedimentair                           | organogeen                           | diatomeeën              |
| J                     |                                       |                                      |                         |
| Jadeïtiet             | metamorf                              | kristallijn                          |                         |
| Jasperoïde            | metasomatisch                         | kristallijn                          | vnl silica              |
| Jaspilliet            | sedimentair                           | chemisch                             | vnl silica, hematiet    |
| Jaspis                |                                       |                                      |                         |
| K                     |                                       |                                      |                         |
| Kalksteen             | sedimentair                           | chemisch, klastisch, organogeen      |                         |
| Kiezelgoer            | sedimentair                           | organogeen                           | diatomeeën              |
| Kimberliet            | magmatisch/hypabyssaal                | kristallijn, klastisch               | ultramafisch            |
| Kleisteen             | sedimentair                           | klastisch                            |                         |
| Komatiiet             | vulkanisch                            | kristallijn                          | ultramafisch            |
| Krijtgesteente        | sedimentair                           | organogeen                           | vnl kalk                |
| Kwartsiet             | metamorf, metasomatisch               | kristallijn                          | vnl kwarts              |
| L                     |                                       |                                      |                         |
| Lamprofier            | magmatisch, hypabyssaal               | kristallijn, porfiritisch            | ultramafisch            |
| Lamproiet             | vulkanisch                            | kristallijn                          | ultramafisch            |
| Lapis lazuli          | metasomatisch                         | kristallijn                          |                         |
| Larvikiet             | magmatisch                            | kristallijn                          |                         |
| Latiet                | vulkanisch                            | kristallijn, afanitisch/porfiritisch | intermediair            |
| Lava                  | vulkanisch                            | kristallijn                          | divers                  |
| Leisteen              | metamorf, metasomatisch               | sedimentair, kristallijn             | pelitisch               |
| Lherzoliet            | magmatisch                            | kristallijn                          | ultramafisch            |
| Lichfieldiet          | metamorf                              | kristallijn                          |                         |
| Luxullianiet          | magmatisch                            | kristallijn                          | felsisch, toermalijn    |
| M                     |                                       |                                      |                         |
| Marmer                | metamorf, metasomatisch               | kristallijn                          | vnl kalk                |
| Meimechiet            | vulkanisch                            | kristallijn                          | ultramafisch            |
| Mergel                | sedimentair                           | klastisch, organogeen                | kalk, siliclastisch     |
| Meteoriet             | extraterrestrisch                     | kristallijn/klastisch                | divers                  |
| Migmatiet             | metamorf, magmatisch                  | kristallijn                          | divers                  |
| Monzograniet          | magmatisch                            | kristallijn                          | felsisch, biotietrijk   |
| Monzoniet             | magmatisch                            | kristallijn                          | intermediair            |
| Myloniet              | metamorf, metasomatisch               | kristallijn                          | divers                  |
| N                     |                                       |                                      |                         |
| Nefeliniet            | vulkanisch                            | kristallijn, afanitisch              |                         |
| Noriet                | magmatisch                            | kristallijn                          | mafisch                 |
| O                     |                                       |                                      |                         |
| Obsidiaan             | vulkanisch/pyroklastisch              | kristallijn, glas                    | divers                  |
| Oceaniet              | Zie picriet                           | Zie picriet                          | Zie picriet             |
| Oöliet                | sedimentair                           | klastisch                            | divers                  |
| P                     |                                       |                                      |                         |
| Pegmatiet             | magmatisch, metasomatisch             | kristallijn                          | felsisch                |
| Peliet                | sedimentair/metamorf                  | sedimentair, kristallijn             | per definitie pelitisch |
| Peridotiet            | magmatisch                            | kristallijn                          | ultramafisch            |
| Picriet               | vulkanisch                            | kristallijn                          |                         |
| Porfier               | magmatisch                            | kristallijn                          | divers                  |
| Pseudotachyliet       | breukgesteente                        | kristallijn                          |                         |
| Puimsteen             | vulkanisch                            | kristallijn, poreus                  | felsisch                |
| Pyroxeniet            | magmatisch                            | kristallijn                          | ultramafisch            |
| R                     |                                       |                                      |                         |
| Rapakivi              | magmatisch                            | kristallijn                          | granitisch              |
| Radiolariet           | sedimentair                           | organogeen                           |                         |
| Ryodaciet             | vulkanisch                            | kristallijn                          | felsisch                |
| Ryoliet               | vulkanisch                            | kristallijn                          | felsisch                |
| S                     |                                       |                                      |                         |
| Schalie               | sedimentair                           | klastisch                            |                         |
| Schist                | metamorf                              | kristallijn                          | divers                  |
| Scoria                | vulkanisch                            | kristallijn, poreus                  | intermediair/mafisch    |
| Sedimentaire breccie  | sedimentair                           | klastisch                            | divers                  |
| Serpentiniet          | metamorf, metasomatisch               | kristallijn                          | ultramafisch            |
| Siltsteen             | sedimentair                           | klastisch                            | siliclastisch           |
| Skarn                 | metasomatisch                         | kristallijn                          |                         |
| Speksteen             | metasomatisch                         | kristallijn                          | vnl talk                |
| Steatiet              | Zie speksteen                         | Zie speksteen                        | Zie speksteen           |
| Steenkool             | metamorf                              | organogeen                           | vnl koolstof            |
| Syeniet               | magmatisch                            | kristallijn                          |                         |
| T                     |                                       |                                      |                         |
| Tachyliet             | pyroklastisch                         | amorf                                | mafisch                 |
| Taconiet              | sedimentair                           |                                      | siliclastisch           |
| Teerzand              | sedimentair                           | klastisch, organogeen                | siliclastisch           |
| Tefriet               | vulkanisch                            | kristallijn, afanitisch/porfiritisch |                         |
| Tektiet               | inslagtektonisch                      | kristallijn, glas                    | divers                  |
| Theraliet             | magmatisch                            | kristallijn                          |                         |
| Tonaliet              | magmatisch                            | kristallijn                          | felsisch                |
| Trachiet              | vulkanisch                            | kristallijn                          | felsisch                |
| Travertijn            | sedimentair                           | chemisch                             | vnl kalk                |
| Trinitiet             | metamorf                              | kristallijn, glas antropogeen        | divers                  |
| Troctoliet            | magmatisch                            | kristallijn                          | ultramafisch            |
| Trondhjemiet          | magmatisch                            | kristallijn, porfiritisch            | felsisch, albietrijk    |
| Tufsteen              | pyroklastisch                         | klastisch, kristallijn               | divers                  |
| U                     |                                       |                                      |                         |
| Umber                 |                                       |                                      |                         |
| V                     |                                       |                                      |                         |
| Vuursteen             | sedimentair                           | chemisch                             | silica                  |
| W                     |                                       |                                      |                         |
| Wacke                 | sedimentair                           | klastisch                            | divers                  |
| Websteriet            | magmatisch                            | kristallijn                          | ultramafisch            |
| Wehrliet              | magmatisch                            | kristallijn                          | ultramafisch            |
| Z                     |                                       |                                      |                         |
| Zandsteen             | sedimentair                           | Klastisch                            | siliclastisch           |